# 关岭站
关岭站位于中华人民共和国贵州省安顺市关岭布依族苗族自治县，是沪昆客运专线上的高铁站，于2016年12月28日启用，由成都铁路局贵阳车务段管辖。

## 車站周邊
- 关岭县人民政府政务服务中心

## 歷史
- 2016年12月28日正式启用。

## 外部連結
- 中国铁路客户服务中心（页面存档备份，存于）